# 제27회 부산국제단편영화제
제27회 부산국제단편영화제는 2010년 5월 12일에 열린 시상식이다.

## 수상 및 후보

### 최우수작품상(국제경쟁)
- 일상이 아닌 - 헬렌 플로렝 수상

### 우수작품상(국제경쟁)
- 두 번째 시작될 실명 - 모리시오 프랑코 토소 수상

### 심사위원특별상(국제경쟁)
- 길을 묻습니다 - 서현정 수상
- 군중은 열광한다 - 비카 커쉔바우어 수상

### 작품상(BS부산은행상)
- 도플갱어 - 스테파니 윈터 수상

### 감독상(교보생명상)
- 플랫 러브 - 안드레스 샌즈 수상

### 관객상(롯데시네마상)
- 엄마의 휴가 - 김광복 수상

### 촬영상(후지필름상)
- 마스터 피스 - 최원재 수상

### 한국한의원상
- 엽서 - 스테판 르 레이 수상

### 파크랜드상
- 모두 변하길 - 레나 리베르타 수상

### KTX시네마상
- Mei Ling - 스테파니 랑사크 수상

### 민송익스트림숏상
- 혹서 - 미렌 브라이언 수상

### 그린컨환경상
- 삼거리 비디오 - 김경연 외 2명 수상

### 경성대총장상
- 삼거리 비디오 - 김경연 외 2명 수상

### 국제 인큐스타부문 송도 해수피아 남우상
- Marco 수상

### 국제 인큐스타부문 송도 해수피아 여우상
- Zhaozhuona 수상

### 한국 인큐스타부문 웰스킨 남우상
- 강주 수상

### 한국 인큐스타부문 웰스킨 여우상
- 김미선 수상